# Bloedvlektetra
De Bloedvlektetra (Hyphessobrycon erythrostigma) is een tropische vis die ook als aquariumvis gehouden wordt. Hij behoort tot de familie van de Characidae (Karperzalmen). Bloedvlektetra's komen oorspronkelijk uit Zuid-Amerika (Colombia).
Hij is een vreedzame scholenvis die ook paarsgewijs gehouden kan worden. Samen te houden met andere rustige vissen. Het aquarium van minimaal 80 cm moet dicht beplant worden met in het midden voldoende vrije zwemruimte. Een donkere bodem en over turf gefilterd water doen de kleuren extra naar voren komen.
Hij is een alleseter met een voorkeur voor muggenlarven en droogvoer.
De kweek is in het aquarium nog maar zelden gelukt en waarschijnlijk dus toe te schrijven aan toeval.